# Survivor Česko & Slovensko III
Třetí řada reality show Survivor Česko & Slovensko měla premiéru na Voyo 27. února 2024 a o týden později na TV Nova. Série se opět natáčela v Dominikánské republice. Moderátorem zůstal Ondřej Novotný. Série trvala 77 dní a Poslední přeživší obdržel 2 500 000 Kč.

## Pravidla
Skupina trosečníků je rozdělena do několika kmenů a mají své vlastní barvy, vlajku a znak. Trosečníci jsou nuceni přežívat v divočině bez jakýchkoli moderních vymožeností. V průběhu soutěže se konají náročné souboje o odměny, například o jídlo nebo vybavení pro snadnější přežití, nebo o imunitu. Kmen, který prohraje souboj o imunitu, musí navštívit kmenovou radu, kde ze svého středu vybere jednoho a ten musí hru opustit.
Jakmile zbývá menší počet trosečníků, asi v polovině hry, jsou kmeny sloučeny v jeden a trosečníci musí soutěžit každý sám za sebe. Individuální imunita nyní chrání pouze jednotlivce. Když prohrají tak opustí hru i ostrov, jdou do hotelu a vrátí se do hry jako člen poroty. Porota se účastní všech následných kmenových rad a sbírá cenné informace k nejdůležitějšímu rozhodnutí: na závěrečné radě, kdy jsou ve hře zbylí trosečníci, zvolí vítěze.

## Trosečníci
Soutěže se účastnilo 24 trosečníků. V první části soutěže byli rozděleni do dvou kmenů. Do červeného kmene Titánů bylo zařazeno 10 známých osobností. Naopak do modrého kmene Lovců bylo zařazeno 10 lidí z castingu. Později byli do hry přidáni další čtyři hráči a byli rozděleni do již rozřazených kmenů. Později byli zbylí trosečníci sloučeni do žlutého kmene Taínos (jméno původních obyvatel Dominikánské republiky). Vyhrát ale nemohli všichni. Osmnáct z nich bylo vyloučeno, jeden byl evakuován, tři odstoupili, posledních 9 vyloučených vytvořilo porotu, 2 poslední před ní předstoupili, ale jen jeden vyhrál šek na 2 500 000 Kč a titul Poslední přeživší. Tím se po sedmdesáti sedmi dnech stal Martin "Mikýř" Mikyska.
| Soutěžící                                                               | Kmen        | Kmen       | Kmen                | Kmen                 | Kmen                 | Vyloučení                             | Duel po kmenové radě | Umístění          |
| Soutěžící                                                               | Původní     | Noví hráči | 1. Promíchaný       | 2. Promíchaný        | Sloučený             | Vyloučení                             | Duel po kmenové radě | Umístění          |
| ----------------------------------------------------------------------- | ----------- | ---------- | ------------------- | -------------------- | -------------------- | ------------------------------------- | -------------------- | ----------------- |
| Adéla (Adéla Krejdlová) 22 let, zpěvačka, Praha                         | Titáni      | Titáni     |                     |                      |                      | 1. vyloučená Den 5                    | Prohrála duel Den 5  | 24.               |
| Michael (Michael Skalický) 33 let, operní pěvec, Lanškroun              | Lovci       | Lovci      | Evakuován Den 9     |                      | 23.                  |                                       |                      |                   |
| Kateřina (Kateřina Balounová) 30 let, barmanka, Třeboň                  | Další hráči | Titáni     | 2. vyloučená Den 9  | Prohrála duel Den 9  | 22.                  |                                       |                      |                   |
| Ornella (Ornella Koktová) 30 let, podnikatelka, Praha                   | Titáni      | Titáni     | Odstoupila Den 14   |                      | 21.                  |                                       |                      |                   |
| Rachel (Rachel Karnížová) 22 let, módní návrhářka, Drienovská Nová Ves  | Další hráči | Lovci      | 3. vyloučená Den 15 | Prohrála duel Den 15 | 20.                  |                                       |                      |                   |
| Denisa (Denisa Dvořáková) 32 let, TOP modelka, Praha                    | Titáni      | Titáni     | Titáni              | 4. vyloučená Den 20  | Prohrála duel Den 20 | 19.                                   |                      |                   |
| Sebastian (Sebastian Navrátil) 32 let, hudebník, Liberec                | Titáni      | Titáni     | Titáni              | Odstoupil Den 25     |                      | 18.                                   |                      |                   |
| Jakub (Jakub Bína) 39 let, trenér, Praha                                | Další hráči | Lovci      | Lovci               | Odstoupil Den 29     |                      | 17.                                   |                      |                   |
| Filip (Filip Křížek) 24 let, hasič, Kolín                               | Lovci       | Lovci      | Lovci               | 5. vyloučený Den 29  | Prohrál duel Den 29  | 16.                                   |                      |                   |
| Ivana (Ivana Jirešová) 47 let, herečka, Písek                           | Titáni      | Titáni     | Titáni              | 6. vyloučená Den 33  | Prohrála duel Den 33 | 15.                                   |                      |                   |
| Iva (Iva Skupnik) 29 let, auditorka, Praha                              | Lovci       | Lovci      | Lovci               | Titáni               | 7. vyloučená Den 44  | Prohrála duel Den 44                  | 14.                  |                   |
| Veronika (Veronika Sandholzová) 23 let, studentka, Chleby               | Lovci       | Lovci      | Lovci               | Lovci                | 8. vyloučená Den 49  | Prohrála duel Den 49                  | 13.                  |                   |
| Jack (Jack Hamid) 45 let, hotelový manažer, Praha                       | Lovci       | Lovci      | Lovci               | Lovci                | 9. vyloučený Den 55  | Prohrál duel Den 55                   | 12.                  |                   |
| Kristina (Kristina Alexandra Hrbková) 29 let, policistka, Olomouc/Praha | Lovci       | Lovci      | Titáni              | Titáni               | Taínos               | 10. vyloučená 1. členka poroty Den 59 |                      | 11.               |
| Yenifer (Yenifer Cao) 30 let, influencerka, Praha                       | Titáni      | Titáni     | Titáni              | Titáni               | Taínos               | 11. vyloučená 2. členka poroty Den 61 |                      | 10.               |
| Jana (Jana Zicklerová) 52 let, trenérka, Sokolov                        | Lovci       | Lovci      | Lovci               | Lovci                | Taínos               | 12. vyloučená 3. členka poroty Den 63 | Prohrála duel Den 63 | 9.                |
| Márty (Martin Prágr) 29 let, tanečník, Hodonín                          | Titáni      | Titáni     | Titáni              | Titáni               | Taínos               | 13. vyloučený 4. člen poroty Den 66   | Prohrál duel Den 66  | 8.                |
| Radek (Radek Polomik) 38 let, investor, Praha                           | Další hráči | Titáni     | Titáni              | Lovci                | Taínos               | 14. vyloučený 5. člen poroty Den 68   |                      | 7.                |
| Bandurko (Martin Husár) 30 let, art director, Petržalka                 | Lovci       | Lovci      | Lovci               | Titáni               | Taínos               | 15. vyloučený 6. člen poroty Den 70   |                      | 6.                |
| Pirát (Samuel Krištofič) 34 let, bojovník MMA, Bernolákovo              | Titáni      | Titáni     | Lovci               | Lovci                | Taínos               | 16. vyloučený 7. člen poroty Den 73   |                      | 5.                |
| Tomáš (Tomáš Rys) 40 let, streamer, Praha                               | Lovci       | Lovci      | Titáni              | Titáni               | Taínos               | 17. vyloučený 8. člen poroty Den 75   | Prohrál duel Den 75  | 4.                |
| Martin (Martin Carev) 25 let, cestovatel, Praha                         | Titáni      | Titáni     | Titáni              | Titáni               | Taínos               | 18. vyloučený 9. člen poroty Den 76   |                      | 3.                |
| Nikola (Nikola Kabátová) 31 let, programátorka, Vrchlabí/Praha          | Lovci       | Lovci      | Lovci               | Lovci                | Taínos               | Druhá                                 |                      | 2.                |
| Mikýř (Martin Mikyska) 30 let, komik, Praha                             | Titáni      | Titáni     | Lovci               | Lovci                | Taínos               | Poslední přeživší                     |                      | Poslední přeživší |

### Budoucí návraty soutěžících
Michael Skalický se stal vůbec prvním navrátilcem v české verzi této reality show. Objevil se hned v další sérii Survivor Česko & Slovensko IV a to z důvodu brzké evakuace v této sérii. 

## Výhody a zvraty ve hře
- Celebrity vs. Neznámí – Trosečníci byli rozděleni do kmenů podle povolání a stupně úspěchu v jejich osobním životě.
- Mise –⁠ Z obou kmenů je vybrán jeden, nebo více trosečníků. Ti jsou odvezeni na jedno místo, kde musí splnit individuální nebo společný úkol, aby získali nějakou výhodu do hry (skrytá imunita, křesadlo a další). V případě prohry naopak něco ztratí (hlas na kmenové radě, křesadlo a další). Mise se může týkat také pouze jednoho trosečníka.
- Skrytá imunita –⁠ Ruší všechny hlasy pro trosečníka, který ji zahrál na kmenové radě. Na rozdíl od jiných sérií je v této řadě imunita rozdělena na poloviny a je možné jí podělit mezi různé trosečníky. Samotná polovina nemá žádnou hodnotu.
- Vyřazovací hra pro tři hráče –⁠ Nahrazuje klasický duel. Účastní se jí vyhlasovaný trosečník z kmenové rady a další dva trosečníci, zvoleni držiteli individuální imunity. Ti jsou dva, jelikož v souboji se hrálo o dvě imunity.
- Promíchaní kmenů –⁠ V jeden moment je jeden nebo více trosečníků promícháno mezi kmeny.
- Čas na odměnu –⁠ Umožňuje majiteli získat odměnu i když jeho kmen prohrál hru o odměnu.
- Hlas navíc –⁠ Ke klasickému jednomu hlasu trosečník získává jeden navíc.
- Osudová výhoda –⁠ Umožňuje majiteli společně s celým kmenem opustit kmenovou radu bez hlasování. Namísto nich se druhý kmen zúčastní náhlé kmenové rady. Zároveň tato výhoda ruší duel a vyloučeným se tak stane trosečník s nejvíce hlasy.
- Ukradení hlasu –⁠ Umožňuje na kmenové radě ukrást protihráči jeho hlas a zahrát jej jako svůj. Zároveň vlastní jeho hlas takže může hlasovat dvakrát.
- Nádoby osudu –⁠ Ve hře je devět nádob. Šest má uvnitř krev, zatímco tři vodu. Každý trosečník, který je na kmenové radě vyhlasován si musí jednu nádobu vybrat a rozbít ji. Pokud je v ní krev, trosečník vypadává bez duelu. Pokud voda, trosečník s nejvíce hlasy si k sobě vybere druhého duelanta a poté probíhá duel.
- Veto skryté imunity – Umožňuje zrušit platnost symbolu skryté imunity.

Výše zmíněné výhody patří mezi výhody vložené do hry produkcí. Mimoto se trosečníci různými způsoby snaží získat výhodu před protihráči za pomoci:
- Falešná imunita –⁠ Imunita je vytvořená trosečníkem, ovšem nemá žádnou hodnotu, není to skutečná výhoda, je to jen zdánlivá výhoda před trosečníky. Na rozdíl od pravé skryté imunity tedy neruší hlasy pro trosečníka na kmenové radě.

## Přehled
| Epizoda | Epizoda         | Soutěže                          | Soutěže                          | Soutěže         | Soutěže                 | Vyloučen/a Evakuován/a Odstoupil/a |
| No.     | Premiéra        | Odměna                           | Odměna                           | Imunita         | Individuální imunita    | Vyloučen/a Evakuován/a Odstoupil/a |
| ------- | --------------- | -------------------------------- | -------------------------------- | --------------- | ----------------------- | ---------------------------------- |
| 1       | 27. února 2024  | Lovci                            | Lovci                            |                 |                         |                                    |
| 2       | 28. února 2024  | Lovci                            | Lovci                            | Lovci           | Mikýř → Sebastian       | Adéla                              |
| 3       | 5. března 2024  | Titáni                           | Lovci                            |                 |                         |                                    |
| 4       | 6. března 2024  |                                  |                                  | Lovci           | Yenifer                 | Kateřina                           |
| 4       | 6. března 2024  | Michael                          |                                  | Lovci           | Yenifer                 |                                    |
| 5       | 12. března 2024 | Lovci                            | Titáni                           |                 |                         |                                    |
| 6       | 13. března 2024 |                                  |                                  | Titáni          | Filip → Tomáš, Veronika | Ornella                            |
| 6       | 13. března 2024 | Rachel                           |                                  | Titáni          | Filip → Tomáš, Veronika |                                    |
| 7       | 19. března 2024 | Lovci                            | Lovci                            |                 |                         |                                    |
| 8       | 20. března 2024 |                                  |                                  | Lovci           | Kristina                | Denisa                             |
| 9       | 26. března 2024 | Titáni                           | Lovci                            |                 |                         |                                    |
| 10      | 27. března 2024 |                                  |                                  | Titáni          | Mikýř                   | Sebastian                          |
| 11      | 2. dubna 2024   | Lovci                            | Aukce                            |                 |                         |                                    |
| 12      | 3. dubna 2024   |                                  |                                  | Titáni          | Bandurko                | Jakub                              |
| 12      | 3. dubna 2024   | Filip                            |                                  | Titáni          | Bandurko                |                                    |
| 13      | 9. dubna 2024   | Lovci                            | Titáni                           |                 |                         |                                    |
| 14      | 10. dubna 2024  |                                  |                                  | Lovci           | Márty                   | Ivana                              |
| 15      | 16. dubna 2024  | Titáni                           | Titáni                           |                 |                         |                                    |
| 16      | 17. dubna 2024  |                                  |                                  | Lovci           | Kristina                |                                    |
| 17      | 23. dubna 2024  | Lovci                            | Lovci                            |                 |                         |                                    |
| 18      | 24. dubna 2024  |                                  |                                  | Lovci           | Tomáš                   | Iva                                |
| 19      | 30. dubna 2024  | Titáni                           | Titáni                           |                 |                         |                                    |
| 20      | 1. května 2024  |                                  |                                  | Titáni          | Mikýř                   | Veronika                           |
| 21      | 7. května 2024  | Titáni                           | Lovci                            |                 |                         |                                    |
| 22      | 8. května 2024  |                                  |                                  | Titáni          | Mikýř                   | Jack                               |
| 23      | 14. května 2024 | Sloučení                         | Sloučení                         | Sloučení        | Sloučení                | Sloučení                           |
| 24      | 15. května 2024 |                                  |                                  | Yenifer         | Yenifer                 | Kristina                           |
| 25      | 21. května 2024 | Márty [Mikýř, Pirát, Tomáš]      | Márty [Mikýř, Pirát, Tomáš]      | Márty           | Márty                   | Yenifer                            |
| 26      | 22. května 2024 | Pirát [Márty, Tomáš]             | Pirát [Márty, Tomáš]             | Pirát           | Pirát                   | Jana                               |
| 27      | 28. května 2024 | Martin [Nikola, Radek]           | Martin [Nikola, Radek]           | Martin          | Martin                  | Márty                              |
| 28      | 29. května 2024 | Bandurko [Nikola, Martin, Tomáš] | Bandurko [Nikola, Martin, Tomáš] | Bandurko        | Bandurko                | Radek                              |
| 29      | 4. června 2024  | Nikola [Martin, Mikýř]           | Nikola [Martin, Mikýř]           | Nikola          | Nikola                  | Bandurko                           |
| 30      | 5. června 2024  | Martin [Mikýř, Nikola]           | Martin [Mikýř, Nikola]           | Martin          | Martin                  | Pirát                              |
| 31      | 11. června 2024 |                                  |                                  | Martin          | Martin                  | Tomáš                              |
| Speciál | 12. června 2024 | Cesta do finále                  | Cesta do finále                  | Cesta do finále | Cesta do finále         | Cesta do finále                    |
| 32      | 18. června 2024 | Finále                           | Finále                           | Finále          | Finále                  | Finále                             |

Vysvětlivky
1. ↑  Mikýř vyhrál souboj o individuální imunitu, ale vzdal se jí ve prospěch Sebastiana.
2. ↑  Filip byl jedním z vítězů souboje o individuální imunitu, ale vzdal se jí ve prospěch Tomáše.

pozn. Od 25. dílu byla ve hře vždy jedna individuální imunita a k ní možnost přibrat na odměnu několik ostatních trosečníků. Zvolení trosečníci jsou v hranaté závorce.

## Hlasování a duely
| Kmen       | Kmen       | Kmen       | Kmen       | Kmen       | Kmen       | Noví hráči        | Noví hráči | Noví hráči              | 1. Promíchaný | 1. Promíchaný | 1. Promíchaný | 1. Promíchaný | 1. Promíchaný | 2. Promíchaný | 2. Promíchaný | 2. Promíchaný | Sloučený | Sloučený | Sloučený | Sloučený | Sloučený | Sloučený | Sloučený | Sloučený |
| Epizoda    | Epizoda    | Epizoda    | Epizoda    | Epizoda    | Epizoda    | 2                 | 4          | 6                       | 8             | 10            | 12            | 14            | 16            | 18            | 20            | 22            | 24       | 25       | 26       | 27       | 28       | 29       | 30       | 31       |
| ---------- | ---------- | ---------- | ---------- | ---------- | ---------- | ----------------- | ---------- | ----------------------- | ------------- | ------------- | ------------- | ------------- | ------------- | ------------- | ------------- | ------------- | -------- | -------- | -------- | -------- | -------- | -------- | -------- | -------- |
| Den        | Den        | Den        | Den        | Den        | Den        | 5                 | 9          | 15                      | 19            | 25            | 30            | 33            | 38            | 44            | 49            | 55            | 59       | 61       | 63       | 66       | 68       | 70       | 73       | 75       |
| Kmen       | Kmen       | Kmen       | Kmen       | Kmen       | Kmen       | Titáni            | Titáni     | Lovci                   | Titáni        | Lovci         | Lovci         | Titáni        | Titáni        | Titáni        | Lovci         | Lovci         | Taínos   | Taínos   | Taínos   | Taínos   | Taínos   | Taínos   | Taínos   | Taínos   |
| Imunita    | Imunita    | Imunita    | Imunita    | Imunita    | Imunita    | Mikýř → Sebastian | Yenifer    | Filip → Tomáš, Veronika | Kristina      | Mikýř         | Bandurko      | Márty         | Kristina      | Tomáš         | Mikýř         | Mikýř         | Yenifer  | Márty    | Pirát    | Martin   | Bandurko | Nikola   | Martin   | Martin   |
| Odhlasován | Odhlasován | Odhlasován | Odhlasován | Odhlasován | Odhlasován | Adéla             | Denisa     | Rachel                  | Martin        | Filip         | Jack          | Ivana         | Radek         | Bandurko      | Radek         | Radek         | Kristina | Yenifer  | Mikýř    | Márty    | Radek    | Bandurko | Pirát    | Tomáš    |
| Hlasy      | Hlasy      | Hlasy      | Hlasy      | Hlasy      | Hlasy      | 11–1              | 6–4–1      | 10–1                    | 4–3–2         | 9–1           | 7–1           | 5–2           | 5–1           | 5–2           | 5–2           | 6             | 5–4      | 5–3–1–1  | 8–1      | 4–3      | 2–1–0    | 3–2–0    | 3–2      | 3-1      |
| Nominován  | Nominován  | Nominován  | Nominován  | Nominován  | Nominován  | Mikýř             | Kateřina   | Jack, Filip             | Denisa        | Jakub         | Mikýř         | Radek         | Martin        | Iva           | Veronika      | Jack          | Nikdo    | Nikdo    | Jana     | Nikola   | Nikdo    | Nikdo    | Nikdo    | Mikýř    |
| Vyřazen    | Vyřazen    | Vyřazen    | Vyřazen    | Vyřazen    | Vyřazen    | Adéla             | Kateřina   | Rachel                  | Denisa        | Nikdo         | Filip         | Ivana         | Nikdo         | Iva           | Veronika      | Jack          | Kristina | Yenifer  | Jana     | Márty    | Radek    | Bandurko | Pirát    | Tomáš    |
|            |            |            |            |            |            |                   |            |                         |               |               |               |               |               |               |               |               |          |          |          |          |          |          |          |          |
| Hlasující  | Hlasující  | Hlasující  | Hlasující  | Hlasující  | Hlasující  | Hlasy             | Hlasy      | Hlasy                   | Hlasy         | Hlasy         | Hlasy         | Hlasy         | Hlasy         | Hlasy         | Hlasy         | Hlasy         | Hlasy    | Hlasy    | Hlasy    | Hlasy    | Hlasy    | Hlasy    | Hlasy    | Hlasy    |
|            |            |            |            |            | Mikýř      | Adéla             | Denisa     |                         |               | Filip         | Jack          |               |               |               | Radek         | Radek         | Kristina | Yenifer  | Martin   | Márty    | Tomáš    | Bandurko | Pirát    | Tomáš    |
|            |            |            |            |            | Nikola     |                   |            | Rachel                  |               | Filip         | Jack          |               |               |               | Radek         | Radek         | Kristina | Bandurko | Mikýř    | Márty    | Tomáš    | Bandurko | Pirát    | Tomáš    |
|            |            |            |            |            | Martin     | Adéla             | Mikýř      |                         | Ivana         |               |               | Ivana         | Radek         | Bandurko      |               |               | Bandurko | Radek    | Mikýř    | Márty    | Tomáš    | Bandurko | Pirát    | Tomáš    |
|            |            |            |            |            | Tomáš      |                   |            | Rachel                  | Martin        |               |               | Ivana         | Radek         | Bandurko      |               |               | DNV      | Yenifer  | Mikýř    | Radek    | Radek    | Martin   | Mikýř    | Mikýř    |
|            |            |            |            |            | Pirát      | Adéla             | Denisa     |                         |               | Filip         | Jack          |               |               |               | Radek         | Radek         | Kristina | Yenifer  | Mikýř    | Radek    | Radek    | Martin   | Mikýř    |          |
|            |            |            |            |            | Bandurko   |                   |            | Rachel                  |               | Filip         | Jack          |               |               | Yenifer       |               |               | DNV      | Martin   | Mikýř    | DNV      | Mikýř    | Mikýř 2x |          |          |
|            |            |            |            |            | Radek      | Adéla             | Denisa     |                         | Martin        |               |               | Ivana         | Márty         |               | Veronika      | DNV           | Kristina | Yenifer  | Mikýř    | Márty    | Tomáš    |          |          |          |
|            |            |            |            |            | Márty      | Adéla             | Denisa     |                         | Denisa        |               |               | Radek         | Radek         | Bandurko      |               |               | Bandurko | Yenifer  | Mikýř    | Radek    |          |          |          |          |
|            |            |            |            |            | Jana       |                   |            | Rachel                  |               | Filip         | Jack          |               |               |               | Radek         | Radek 2x      | Kristina | Bandurko | Mikýř    |          |          |          |          |          |
|            |            |            |            |            | Yenifer    | Adéla             | Radek      |                         | Denisa        |               |               | Ivana         | Radek         | Bandurko      |               |               | Bandurko | Bandurko |          |          |          |          |          |          |
|            |            |            |            |            | Kristina   |                   |            | Rachel                  | Denisa        |               |               | Ivana         | Radek         | Bandurko      |               |               | Bandurko |          |          |          |          |          |          |          |
|            |            |            |            | Jack       | Jack       |                   |            | Rachel                  |               | Filip         | Mikýř         |               |               |               | Veronika      | Radek         |          |          |          |          |          |          |          |          |
|            |            |            |            | Veronika   | Veronika   |                   |            | Rachel                  |               | Filip         | Jack          |               |               |               | Radek         |               |          |          |          |          |          |          |          |          |
|            |            |            |            | Iva        | Iva        |                   |            | Rachel                  |               | Filip         | Jack          |               |               | Yenifer       |               |               |          |          |          |          |          |          |          |          |
|            |            |            | Ivana      | Ivana      | Ivana      | Adéla             | Denisa     |                         | Martin        |               |               | Radek         |               |               |               |               |          |          |          |          |          |          |          |          |
|            |            |            | Filip      | Filip      | Filip      |                   |            | Rachel                  |               | Jakub         | DNV           |               |               |               |               |               |          |          |          |          |          |          |          |          |
|            |            |            | Jakub      | Jakub      | Jakub      |                   |            | Rachel                  |               | Filip         |               |               |               |               |               |               |          |          |          |          |          |          |          |          |
|            |            |            | Sebastian  | Sebastian  | Sebastian  | Adéla             | Denisa     |                         | Martin        |               |               |               |               |               |               |               |          |          |          |          |          |          |          |          |
|            |            |            | Denisa     | Denisa     | Denisa     | Adéla             | Mikýř      |                         | Ivana         |               |               |               |               |               |               |               |          |          |          |          |          |          |          |          |
|            |            | Rachel     | Rachel     | Rachel     | Rachel     |                   |            | Filip                   |               |               |               |               |               |               |               |               |          |          |          |          |          |          |          |          |
|            |            | Ornella    | Ornella    | Ornella    | Ornella    | Adéla             | Mikýř      |                         |               |               |               |               |               |               |               |               |          |          |          |          |          |          |          |          |
|            |            | Kateřina   | Kateřina   | Kateřina   | Kateřina   | Adéla             | Mikýř      |                         |               |               |               |               |               |               |               |               |          |          |          |          |          |          |          |          |
|            |            | Michael    |            |            |            |                   |            |                         |               |               |               |               |               |               |               |               |          |          |          |          |          |          |          |          |
|            |            | Adéla      | Adéla      | Adéla      | Adéla      | Denisa            |            |                         |               |               |               |               |               |               |               |               |          |          |          |          |          |          |          |          |

| Hlasování poroty na finálové kmenové radě | Hlasování poroty na finálové kmenové radě | Hlasování poroty na finálové kmenové radě |
| Epizoda                                   | 32                                        | 32                                        |
| ----------------------------------------- | ----------------------------------------- | ----------------------------------------- |
| Den                                       | 77                                        | 77                                        |
| Finalista                                 | Mikýř                                     | Nikola                                    |
| Souboje                                   | 1                                         | 1                                         |
| Výsledek                                  | 7–4                                       | 7–4                                       |
|                                           |                                           |                                           |
| Porotce                                   | Hlas                                      | Hlas                                      |
| Martin                                    |                                           | Ano                                       |
| Tomáš                                     | Ano                                       |                                           |
| Pirát                                     | Ano                                       |                                           |
| Bandurko                                  | Ano                                       |                                           |
| Radek                                     |                                           | Ano                                       |
| Márty                                     | Ano                                       |                                           |
| Jana                                      |                                           | Ano                                       |
| Yenifer                                   | Ano                                       |                                           |
| Kristina                                  | Ano                                       |                                           |

Vysvětlivky
1. ↑  Pirát zahrál za Tomáše skrytou imunitu a Tomáš zahrál za Piráta skrytou imunitu. Následně byla první zahraná imunita vetována Radkem. Pirát, ale znovu zahrál další skrytou imunitu za Tomáše.
2. ↑  Nikola zahrála za Martina skrytou imunitu.
3. ↑  Od této chvíle je ve hře zvrat s názvem "Nádoby osudu". Více v sekci "Výhody a zvraty ve hře".
4. ↑  Na kmenové radě se pouze nominovali dva trosečníci do příštího duelu. Na další kmenové radě budou nominováni další dva trosečníci a ti mezi sebou budou hrát vyřazovací hru. Nominovaní trosečníci z dnešní kmenové rady nebudou příště hlasovat. Příště tak měli vypadnout dva trosečníci.
5. ↑  Na kmenové radě byli do duelu vybráni Radek a Martin. Oba si vylosovali šátek. Martin získal červený a Radek modrý. Oba se stali členy nových kmenů. Následně si Radek vylosoval bílý kámen a získal právo první volby. Poté vybíral Martin a následně vždy nově příchozí trosečník do kmene. Tím se promíchaly kmeny a duel se nekonal.